# Porto di Gaeta
Il porto di Gaeta è un porto turistico e commerciale situato nel comune di Gaeta, in provincia di Latina.

## Storia
La Repubblica Marinara di Gaeta nasce nell'875, anno in cui il Ducato di Gaeta, sotto Marino I (il secondo della dinastia degli ipati), iniziò a coniare una propria moneta: il “follaro”. Questo avvenimento dotò la città di un'indipendenza di fatto, e unitamente alla libertà di navigazione ed al fiorente commercio marittimo, la rese Repubblica Marinara. Il porto veniva considerato luogo strategico per tutte le attività commerciali ed economiche, cuore pulsante per gli scambi. All'epoca del suo massimo splendore, la repubblica di Gaeta intratteneva commerci con le più importanti città italiane, le navi arrivavano fino a Costantinopoli e in Siria e aveva numerosi consolati in Barberia (attuali Libia, Tunisia, Algeria e Marocco). Dopo la fine dell'indipendenza continuò a commerciare olio e grano con Roma, Corneto, con la Sicilia e con la Sardegna. Gaeta fu Repubblica Marinara fino al 1140 quando il ducato fu annesso nel Regno di Sicilia.
Dal porto di Gaeta il 24 giugno 1571, la flotta pontificia (sotto il comando dell'ammiraglio Marcantonio Colonna), salpò per raggiungere il resto della flotta cristiana (comandata da don Giovanni d’Austria) per combattere contro i Saraceni.
La navigazione all'interno dell'area portuale è sempre stata oggetto di regolamentazione, come risulta dagli antichi statuti (di cui il principale è sicuramente il Codex diplomaticus cajetanus): era vietato gettare in mare zavorre e rifiuti di qualsiasi tipo; i moli dovevano rimanere sgombri e puliti per poter garantire sempre la massima efficienza nelle operazioni di carico e scarico delle merci.
Data la rilevanza nevralgica, Ferdinando I, con ordinanza del 1º ottobre 1818, classificò il porto di Gaeta di II^ classe.
In quell'epoca, nel borgo di Gaeta si erano affermate fiorenti industrie marittime tenute in alta considerazione per l'intensa attività svolta ed erano molto apprezzate per la specifica capacità delle maestranze, e in tal contesto rivestiva vitale importanza la Scuola nautica del borgo. La scuola aveva lo scopo di impartire l'istruzione professionale ai giovani del luogo e non, che intendevano avviarsi alla professione marittima di capitano per il piccolo cabotaggio. Con la caduta del governo Borbonico la scuola cessò di funzionare.
La nascita del Regno d'Italia fece tabula rasa degli ordinamenti vigenti, ed ancor prima della istituzione della capitaneria di porto, con R.D. del 30 giugno 1861/171, il servizio del porto e delle spiagge venne affidata alla luogotenenza del porto di Gaeta con sede nel bastione borbonico denominato "Poterna" dove tuttora si trova.
Il personale addetto alla luogotenenza era composto da un pilota e due guardiani di porto, di cui uno per Mola di Gaeta.
Con il R.D. 20 luglio 1865 n. 2438, fu operata la fusione dei porti con i consolati di mare con l'istituzione di un unico corpo civile denominato delle capitanerie di porto, dipendente dal Ministero della Marina, al quale furono affidate mansioni tecniche ed amministrative.
La capitaneria di porto di Gaeta aveva competenza dal confine romano a Mondragone, inclusa l'isola di Ponza con uffici dipendenti dispiegati tra Formia, Mondragone e Ponza. Il personale era composto da un capitano di porto di III classe, un ufficiale di porto di II classe, un guardiano di porto di I classe ed uno di II classe, due marinai di II classe, un inserviente fisso e due amanuensi. Il materiale galleggiante assegnato era una barchetta a 2 remi e per le spese d'ufficio la somma fissa disponibile era di Lire 350. Successivamente con i RR.DD. 840/1932 e 2166/1935 venivano modificate le circoscrizioni territoriali delle direzioni marittime del Lazio e di Napoli per cui la giurisdizione litoranea della capitaneria di Gaeta posta sotto la direzione marittima del Lazio, veniva stabilita "dalla Torre Gregoriana al Garigliano escluso". Ad essa apparteneva inoltre l'ufficio marittimo di Formia, le delegazioni di spiaggia di Sperlonga e Minturno e successivamente anche l'ufficio marittimo di Ponza. In seguito la competenza territoriale della capitaneria di porto di Gaeta subì altre modifiche sino a giungere a quella odierna che si estende dal comune di San Felice Circeo fino al fiume Garigliano, comprese le isole Pontine e gli scogli vicini.

### Il network
A partire dal 2003, il porto di Gaeta è stato assorbito dal network dei porti laziali riuniti sotto il nome di Autorità portuale di Civitavecchia, Fiumicino e Gaeta (nome commerciale “Porti di Roma”), organismo nato dall'accorpamento delle tre autorità portuali laziali. L'Autorità Portuale, ente pubblico non economico dotato di autonomia amministrativa ed istituito dalla legge 84/1994, svolge compiti di indirizzo, programmazione, promozione, coordinamento e controllo di tutte le attività commerciali ed industriali svolte nei porti di competenza. L'unificazione sotto lo stesso ente nasce dalla volontà di creare una rete integrata e razionale che funga da polo funzionale al sistema logistico laziale, e del centro Italia.

### Attività
Il porto movimenta circa 2,5 milioni di tonnellate di merci l'anno. Si tratta per lo più di prodotti destinati ai comparti produttivi della zona (biomasse, minerali e metalli non ferrosi, caolino e fertilizzanti), nonché navi cisterna con prodotti petroliferi per i depositi ENI posti nelle aree retroportuali.

### Articolazione del porto
All'interno del porto di Gaeta vengono ricompresi: le banchine, i piazzali destinati alle attività commerciali, il pontile utilizzato per l'approdo delle navi che trasportano prodotti petroliferi e gestito in concessione da eni S.p.a, il piazzale e la banchina che ospitano alcune unità della NATO. Nel 2013 è stato firmato un protocollo di intesa fra Autorità portuale, eni S.p.a e Comune di Gaeta per modificare la locazione del pontile petroli dalla Peschiera al porto commerciale.
Al momento il porto di Gaeta si compone di diverse aree e banchine:
- Gaeta - Flavio Gioia: creato nel 1967, è un approdo turistico situato di fronte all'antico borgo marinaro di Gaeta. Può ospitare circa 250 imbarcazioni, di cui 15 posti di ormeggio per imbarcazioni fino a 60 m di lunghezza.
  - Fondo marino: sabbioso.
  - Fondali: in banchina da 2,00 a 5,00 m.
  - Posti barca: 200 in acqua; 250 a terra su carrelli per imbarcazioni fino a 5 m, con servizio rapido di alaggio e varo.
  - Lunghezza massima: 50 m.
  - Venti: N - NE.
  - Traversia: NE ed ENE
  - Coordinate: 41°12',83 N 13°34',53 E
- Gaeta - Porto Salvo: Il porto è protetto da un molo che si estende da punta Mulino verso SE ed è esclusivamente peschereccio.
  - Fondo marino: fangoso - buon tenitore
  - Fondali: in banchina da 1,50 a 3 m.
  - Venti: levante (mattino) e ponente (pomeriggio)
  - Traversia: SSE e NNE
  - Coordinate: 41°13',12 N 13°34',40 E
- Darsena San Carlo: si trova immediatamente a nord di porto Salvo ed ospita alcuni pontili galleggianti. L'intera darsena può essere divisa in due parti: la parte destra è in concessione all'Associazione “Darsena San Carlo” mentre la sinistra è in concessione all'Associazione “La Playa”. In questa seconda parte sono in corso lavori di riqualificazione dell'area.
  - Fondo marino: sabbioso.
  - Posti barca: 100
  - Lunghezza massima: 15 m
  - Venti: Nord, Nord-Est.
  - Coordinate: 41°13›,67 N 13°34›,04 E
- Gaeta - Santa Maria: Poco spazioso ma interamente banchinato, il porticciolo si sviluppa tra punta dello Stendardo e punta della Sanità.
  - Fondo marino: fangoso - melmoso.
  - Fondali: in banchina da 3,50 a 10 m.
  - Posti barca: 30.
  - Lunghezza massima: 20 m.
  - Venti: N - NE.
  - Traversia: NE – ENE
  - COORDINATE: 41°12',57 N 13°35',38 E
- Gaeta Sant'Antonio: Il porto è protetto da un lungo molo banchinato che ha in testata, verso l'interno, due sporgenti di circa 30 m perpendicolari ad esso. È un porto prevalentemente militare, con gli uffici della capitaneria.
  - Coordinate: 41°12',96 N 13°34',71 E

### Ampliamenti futuri
A partire dal 2012 l'AP ha messo a punto un piano di azioni volte all'ampliamento del porto.
Dopo i lavori di ampliamento per banchine e dragaggi appena terminati (per un investimento di 40 milioni di euro da parte dell'Autorità portuale dei porti di Roma e del Lazio) sono arrivate nuove risorse per l'area portuale di Gaeta.
Dal CIPE (Comitato interministeriale per la programmazione economica), infatti, è stato assegnato uno stanziamento da ulteriori 33 milioni di euro (sugli 80 disponibili nel fondo per le infrastrutture portuali), deliberato il 21 dicembre 2012, che sarà destinato a finanziare i lavori per dragare il fondo del mare antistante la banchina fino a una profondità di 12-14 metri, con l'obiettivo di permettere l'attracco anche di navi di grande tonnellaggio. La somma, subito disponibile, permetterà anche di iniziare le opere di ampliamento ulteriore delle banchine e della superficie dei piazzali portuali, che passerà dagli attuali 40.000 ai futuri 120.000 metri quadrati.
A tale stanziamento se ne aggiungerà un altro da 14 milioni di euro da parte dell'Autorità portuale, con l'obiettivo di intervenire su tutto il lungomare, migliorando l'illuminazione, incrementando i posti auto, rifacendo i marciapiedi e realizzando una pista ciclabile. Un altro milione di euro verrà stanziato dal comune per l'arredo urbano. I lavori che interesseranno i fondali inizieranno a metà gennaio e si protrarranno fino all'inizio dell'estate.
Con la delibera Cipe (Programma delle infrastrutture strategiche (legge n. 443/2001) del 21 dicembre 2012, l'Autorità portuale può direttamente spendere le risorse assegnate.
In virtù della sua posizione strategica (in quanto equidistante dai porti di Civitavecchia e Napoli e dagli aeroporti internazionali di Fiumicino - Leonardo Da Vinci e Napoli – Capodichino), gli obiettivi sono di rendere lo scalo un gate marittimo del mercato dell'ortofrutta e dei prodotti agroalimentari del basso Lazio e di realizzare interventi finalizzati alla riqualificazione turistica del porto nell'ambito del segmento crocieristico e mega-yacht.

## Collegamenti
Il Porto di Gaeta è raggiungibile dalle strade:
- Milano - Napoli (uscita Cassino) e poi  Strada statale 630 Ausonia
- da Sud  Strada statale 7 Via Appia
- da Nord  Strada regionale 213 Flacca (SR 213)

È servito dal treno:
- FL7 Roma Termini - Minturno-Scauri, lungo la linea ferroviaria c'è la Stazione di Formia-Gaeta

È servito dagli aeroporti:
- Fiumicino (Roma)
- Capodichino (NA)